# بسکتبال در آمریکا
بسکتبال در آمریکا توسط اتحادیه ملی بسکتبال (NBA) در لیگ بسکتبال حرفه ای در اکثر سطوح اداره می‌شود. بسکتبال دومین ورزش پرطرفدار در ایالات متحده، پس از فوتبال آمریکایی است. از نظر درآمد، NBA پس از لیگ ملی فوتبال (NFL) و لیگ برتر بیسبال (MLB) سومین لیگ ورزشی پردرآمد در ایالات متحده و جهان است. بسکتبال در سال ۱۸۹۱ توسط معلم تربیت بدنی، جیمز نیسمیت در اسپرینگفیلد، ماساچوست اختراع شد.

## ان‌بی‌ای
اتحادیه ملی بسکتبال (NBA) لیگ برتر بسکتبال حرفه ای مردان جهان و یکی از لیگ‌های ورزشی حرفه ای بزرگ آمریکای شمالی است. این لیگ شامل ۳۰ تیم (۲۹ تیم در ایالات متحده و ۱ تیم در کانادا) است که یک فصل ۸۲ بازی از اکتبر تا ژوئن انجام می‌دهند. پس از فصل عادی، هشت تیم از هر کنفرانس در پلی آف برای قهرمانی لری اوبراین رقابت می‌کنند NBA رتبه‌بندی بالایی در تلویزیون کسب می‌کند.
ترکیب نژاد و قومیت در انجمن ملی بسکتبال (NBA) در طول تاریخ لیگ تغییر کرده است. تا سال ۲۰۲۰، حدود ۸۱٫۱ درصد از بازیکنان NBA سیاه‌پوست بودند و ۱۷٫۹ درصد سفیدپوست، ۱۲٫۵ درصد از نژادهای مختلط بیشتر نیمه سیاه‌پوستان نیمه سفید و ۱٫۱ درصد از نژادهای دیگر هستند. این لیگ دارای بالاترین درصد بازیکنان سیاهپوست در بین لیگ‌های بزرگ ورزشی حرفه ای در ایالات متحده و کانادا است. از سال ۲۰۲۰، به نظر می‌رسد بینندگان NBA عمدتاً سیاه‌پوست و اسپانیایی باشند.

## بسکتبال زنان
انجمن بسکتبال بانوان اولین تلاش در لیگ حرفه ای بسکتبال زنان در سال ۱۹۸۴ بود. لیگ بسکتبال آمریکا یکی از اولین لیگ‌های حرفه ای زنان در ایالات متحده است.
اتحادیه ملی بسکتبال زنان یا WNBA سازمانی است که لیگ بسکتبال حرفه ای زنان در ایالات متحده را اداره می‌کند. اتحادیه ملی بسکتبال زنان در سال ۱۹۹۶ به عنوان همتای اتحادیه ملی بسکتبال تشکیل شد و نخستین بازی لیگ در سال ۱۹۹۷ آغاز شد. فصل اتحادیه ملی بسکتبال زنان از ژوئن تا سپتامبر (بهار و تابستان آمریکای شمالی) است. WNBA برترین لیگ حرفه ای بسکتبال زنان در جهان است. بسکتبال اتحادیه ملی ورزش دانشگاهی زنان نیز محبوب است.

## تیم‌های ملی

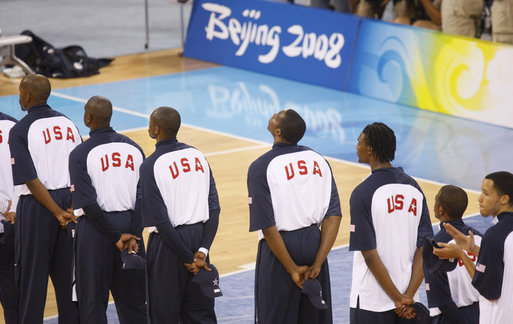
تیم بسکتبال مردان آمریکا ۲۰۰۸

از بازی‌های المپیک تابستانی ۱۹۹۲، بازیکنان NBA نماینده ایالات متحده در رقابت‌های بین‌المللی بوده‌اند و در تورنمنت‌های مهم متعددی پیروز شده‌اند. تیم رؤیایی که نام مستعار غیررسمی تیم بسکتبال مردان ایالات متحده بود که در المپیک ۱۹۹۲ مدال طلا را کسب کرد. تیم ملی زنان در المپیک هشت مدال طلا کسب کرده است.

## بسکتبال دبیرستان
بسکتبال دبیرستان یک فعالیت محبوب است. فدراسیون ملی انجمن‌های دبیرستان ایالتی در فصل ۲۰۱۴–۲۰۱۵، حدود ۵۴۱۴۷۹ پسر و ۴۲۹۵۰۴ دختر در تیم‌های بسکتبال حضور داشتند. بسیاری از تیم‌های بسکتبال دبیرستانی، به ویژه در غرب میانه و جنوب بالا، طرفداران محلی زیادی دارند. ایندیانا دارای ۱۰ سالن از ۱۲ ورزشگاه بزرگ دبیرستان در ایالات متحده است، و به خاطر علاقه بسکتبال خود معروف به هیستری هوسیر است.

## بسکتبال کالج
بسکتبال کالج بسیار محبوب است و رتبه‌های بالای تماشاچی تلویزیون را به خود اختصاص می‌دهد. هر ماه مارس، یک تورنمنت ۶۸ تیمی، ۶ دور، تک حذفی (که معمولاً مارس Madness نامیده می‌شود) قهرمانان ملی مسابقات بسکتبال مردان بخش NCAA بسکتبال کالج مردان را مشخص می‌کند. [